# Jorge Consejo
Jorge Consejo (6 de junio de 1979) en la Ciudad de México, es un actor mexicano, Hizo su debut en la pantalla chica en el 2001 en la telenovela de Carlos Sotomayor El derecho de nacer, junto a Kate del Castillo y Saúl Lisazo. Ha participado en telenovelas de Televisa, Venevisión y Telemundo.

## Filmografía

### Telenovelas
- 100 dias para enamorarnos (2020-2021) .... José Miguel Meléndez[1]
- Decisiones: Unos ganan, otros pierden (2020) ... Luis Ep: Dominium
- Betty en NY (2019) .... Francisco "Frank" Huerta
- Milagros de navidad (2017) .... Julio del Castillo
- Pasión prohibida (2013) .... Nicolás Arredondo
- Relaciones peligrosas (2012) .... Gilberto Verdugo
- Sacrificio de mujer (2011) .... Juan Pablo Azcárate
- Más sabe el diablo (2009-2010) .... Lorenzo Blanco
- El rostro de Analia (2008-2009) .... Roberto Picano
- Código postal (2006-2007) .... Ignacio Ibargüengoitia Rosas-Priego
- Mujer de madera (2004-2005) .... Flavio Garcini
- Las vías del amor (2002-2003) .... Esteban Fernández López
- El derecho de nacer (2001) .... Oswaldo Martínez

### Series de Televisión
- S.O.S.: Sexo y otros secretos (2007) .... Fotógrafo
- Mujer, casos de la vida real .... Varios episodios

### Cine
- La cueva de los secretos (2025)